# Schönenberg (Ruppichteroth)
Schönenberg ist ein kleiner ländlich geprägter Ort in der Gemeinde Ruppichteroth im Rhein-Sieg-Kreis im Süden Nordrhein-Westfalens. Aufgrund seiner zentralen Lage wurde er 1864 vom damaligen Bürgermeister Schäfer als Verwaltungssitz der Bürgermeisterei Ruppichteroth gewählt. Zu Schönenberg gehören die Ortsteile Etzenbach und Jünkersfeld. Schönenberg war ein Haltepunkt der Bröltalbahn.

## Lage
Schönenberg liegt am Rand des Bergischen Landes im Tal der Bröl. In diese münden hier der Hover Bach und der Bornscheider Bach. Bei Schönenberg wurde früher Kalkstein abgebaut.

## Geschichte

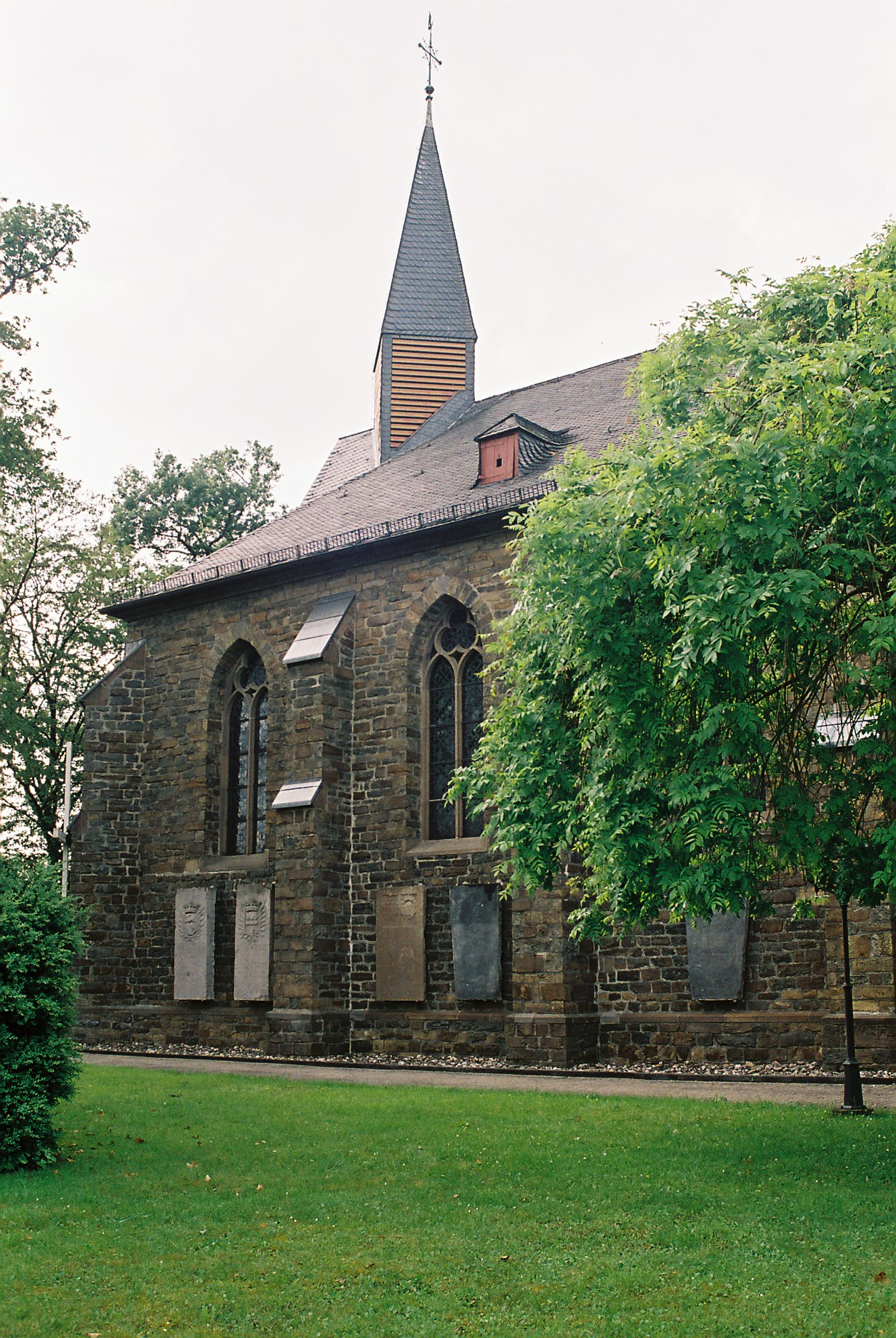
Die katholische Pfarrkirche Sankt Maria Magdalena in Ruppichteroth-Schönenberg von 1876

Urkundlich erwähnt wird Schönenberg erstmals am 12. August 1512 als Standort der späteren Pfarrkirche St. Maria Magdalena: „… sent Marien Magdalenen Kapelle up eynem Berge gnt. Schonenberg gelegen …“
1809 hatte der Ort 31 katholische Einwohner.

### Bürgermeister Schäfer
Der in Niederdollendorf geborene Bürgermeister Franz Schäfer hatte bereits Erfahrung durch die Verwaltung von Hennef und Uckerath gesammelt und wurde als erster auswärtiger Bürgermeister der Bürgermeisterei Ruppichteroth von der preußischen Bezirksregierung in Köln ernannt. Zu seinem Verwaltungsbezirk gehörten die damals eigenständigen Gemeinden Ruppichteroth und Winterscheid. Er musste schnell eine Wohnung finden, sein erster Wohnort 1836 war daher nicht wie bisher üblich in Ruppichteroth, sondern in Kammerich. Von dort aus reiste er nach Ruppichteroth, um seine Amtsgeschäfte wahrzunehmen. 1838 nahm er eine neue Wohnung in Winterscheid und verlegte ab dem 12. Januar erste Amtshandlungen nach dort. Nach dem Bau der Bröltalbahn zog er 1864 nach Schönenberg, wo seitdem auch das Bürgermeisteramt bzw. später das Rathaus steht.

## Wappen

Das Wappen von Ruppichteroth verweist auf den Verwaltungssitz Schönenberg

Da es in Ruppichteroth entgegen den Vorschriften bis zum 20. März 1947 kein Gemeindewappen gab, konnte sich dieses auf Schönenberg beziehen. Der sagenhafte Schönenberger Ritter Dietrich von Bröl geriet bei einem Kreuzzug in muslimische Gefangenschaft und sprach bei seiner Heimkehr namensgebend: „Oh, du schöner Berg“. Die entsprechenden Zeichen gesprengte Ketten, Malteserkreuz vor dem Halbmond und Berglinie entwarf der zugezogene Leiter der Winterscheider Grundschule, Gewerbeoberlehrer Franz Hallitzky.

## Religion

Bilder des St. Vincent-Stiftes
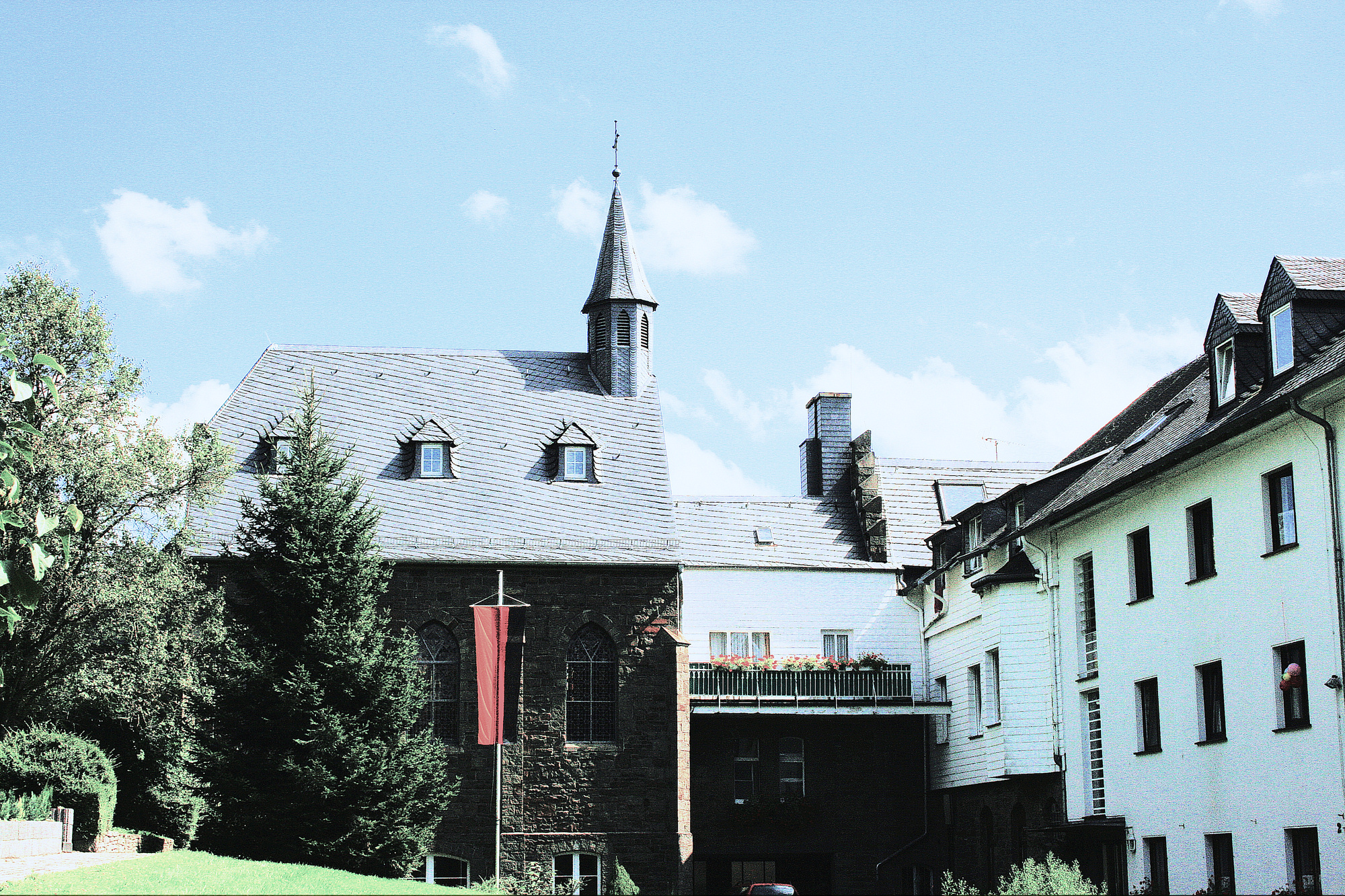
Der ehemalige St. Vincent-Stift mit dem St.-Theresien-Gymnasium
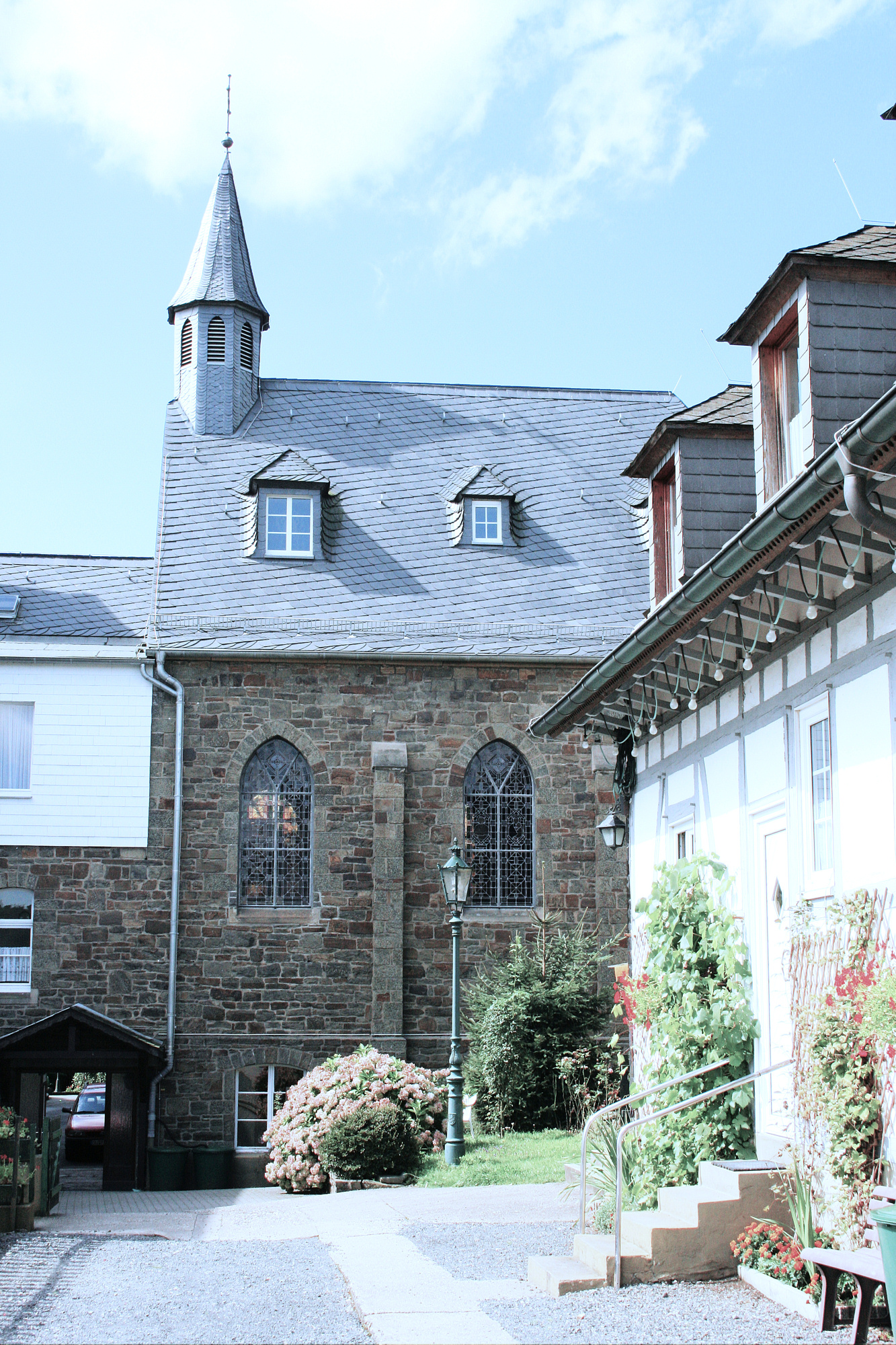
Hofseite des St. Vincent-Stiftes
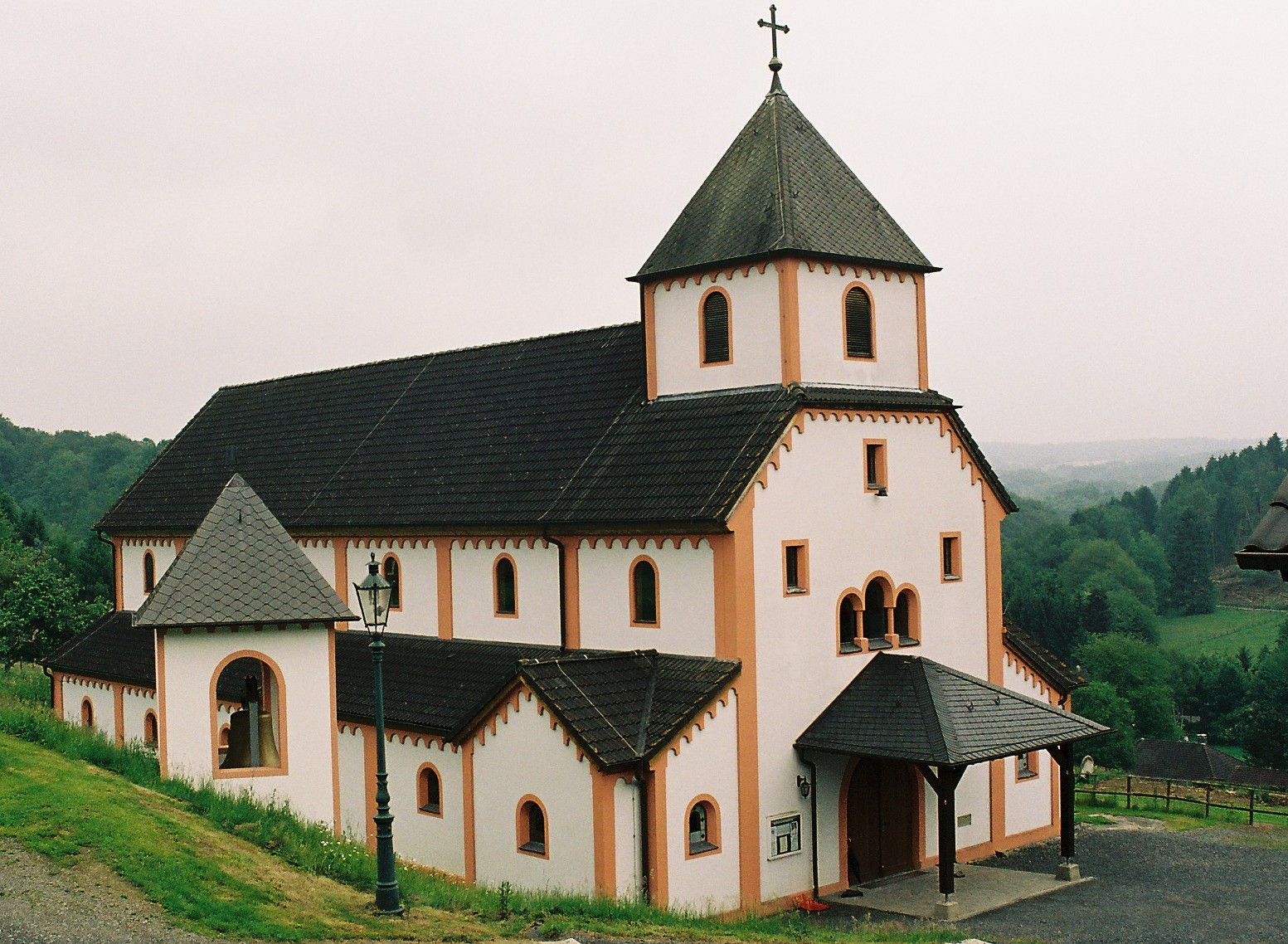
Kirche „Maria, Hilfe der Christen“

Die von den Herren von Bröl gestiftete Kapelle in Schönenberg wurde von 1777 bis 1823 von dem Vikar Johann Wilhelm Selbach betreut, der dort die Messen hielt. Es wurde berichtet, dass sie damals in einem schlechten Zustand war. Die Kapelle konnte 150 Besucher fassen.
Der ehemalige St. Vincentstift birgt heute das St.-Theresien-Gymnasium, ein der katholischen Tradition verpflichtetes Mädchengymnasium mit angeschlossenem Internat, das von den Schuldominikanerinnen vom heiligen Namen Jesu und der Priesterbruderschaft St. Pius X. betreut wird. Die neoromanische Kirche „Maria, Hilfe der Christen“ wird von der gleichen Bruderschaft betreut und ist 1994 eingeweiht worden. Die Hl. Messe findet im tridentinischen Ritus statt.